# Cantonul Houdain
Cantonul Houdain este un canton din arondismentul Béthune, departamentul Pas-de-Calais, regiunea Nord-Pas-de-Calais, Franța.

## Comune
| Comune                | Populație (1999) | Cod poștal | Cod INSEE |
| --------------------- | ---------------- | ---------- | --------- |
| Beugin                | 413              | 62150      | 62120     |
| Camblain-Châtelain    | 1.581            | 62470      | 62197     |
| Caucourt              | 277              | 62150      | 62218     |
| Estrée-Cauchy         | 321              | 62690      | 62314     |
| Fresnicourt-le-Dolmen | 880              | 62150      | 62356     |
| Gauchin-Légal         | 331              | 62150      | 62366     |
| Hermin                | 199              | 62150      | 62441     |
| Houdain               | 7.771            | 62150      | 62457     |
| Maisnil-lès-Ruitz     | 1.215            | 62620      | 62540     |
| Ourton                | 700              | 62460      | 62642     |
| Rebreuve-Ranchicourt  | 1.061            | 62150      | 62693     |